# سلسفي نمساوي
السلسفي النمساوي (باللاتينية: Scorzonera austriaca) نوع نباتي ينتمي إلى جنس السلسفي من الفصيلة النجمية.